# Perna (przystanek kolejowy)
Perna – zlikwidowany wąskotorowy przystanek osobowy w Pernie na linii kolejowej Krośniewice – Ostrowy Wąskotorowe, w powiecie kutnowskim, w województwie łódzkim, w Polsce.